# Lista över politiska partier på Färöarna
Den här artikeln är en lista över politiska partier på Färöarna.

## Politiska partier representerade iFäröarnas lagting
| Namn                 | Svensk översättning | Partiledare         | Ideologi                     | Lagting | Grundat | Partibokstav |
| -------------------- | ------------------- | ------------------- | ---------------------------- | ------- | ------- | ------------ |
| Fólkaflokkurin       | Folkpartiet         | Jørgen Niclasen     | Konservatism, separatism     | 8       | 1940    | A            |
| Framsókn             | Framsteg            | Poul Michelsen      | Liberalism, separatism       | 2       | 2011    | F            |
| Javnaðarflokkurin    | Jämlikhetspartiet   | Aksel V. Johannesen | Socialdemokrati, unionism    | 6       | 1926    | C            |
| Miðflokkurin         | Centerpartiet       | Jenis av Rana       | Kristdemokrati               | 2       | 1992    | H            |
| Sambandsflokkurin    | Unionspartiet       | Kaj Leo Johannesen  | Liberalism, unionism         | 8       | 1906    | B            |
| Sjálvstýrisflokkurin | Självstyrespartiet  | Jógvan Skorheim     | Socialliberalism, separatism | 1       | 1909    | D            |
| Tjóðveldi            | Republik            | Høgni Hoydal        | Socialism, separatism        | 6       | 1948    | E            |

## Politiska partier på Färöarna utan lagtingsrepresentation
- Loysingarflokkurin ställde upp i lagtingsvalen 1932 och 1940, utan att få några mandat.
- Vinnuflokkurin fick 8,1 % av rösterna och två mandat 1936.
- Framburðsflokkurin valdes 1958 in i lagtinget. Man var representerat där, under olika namn (senast som Kristiligi Fólkaflokkurin, Føroya Framburðs- og Fiskivinnuflokkur), fram till valet 1994 då man åkte ur lagtinget. Partiet ligger numera vilande och har inte kandiderat i de senaste valen.
- Framsóknarflokkurin fick 2,1 % i lagtingsvalet 1988.
- Oyggjaframi (m-l) var ett kommunistist parti, som utgav tidningen Arbeiðið mellan 1976 och 1984.
- Sosialistiski Loysingarflokkurin fick 2,3 % i valet 1990.
- Frælsisfylkingin (1,9 %) och Hin Føroyski Flokkurin (2,4 %) ställde båda upp i lagtingsvalet 1994.
- Verkamannafylkingin ställde upp i valen 1994 och 1998 under listbeteckningen I[1].
- Hin Stuttligi Flokkurin fick 747 röster i lagtingsvalet 2004.
- Miðnámsflokkurin fick i lagtingsvalet den 19 januari 2008, 0,7 % av rösterna [2].